# Michael Mattern
Michael Mattern (* 1946 in Husum) ist ein deutscher Bildender Künstler, der in Itzehoe lebt. In seinen neokonstruktivistischen Werkgruppen untersucht er die technischen Form- und Funktionslogiken unserer Zeit.

## Das Werk
Da Maschinen das heutige Leben mehr bestimmen als Landschaften, Interieurs, Schlachten oder christliche Legenden, lässt Mattern Formschemata und Funktionslogiken der uns umgebenden Maschinen bildwürdig werden.
Im Zentrum von Michael Matterns Arbeiten stehen seit Beginn der 1990er Jahre konstruktive Formenzusammenhänge, die durch das Verhältnis des Menschen zu seinem hochtechnisierten Umfeld bestimmt sind. Seine Motive: bewusst und präzise gewählte, in Linie und Proportion unveränderte Ausschnitte technischer Geräte und Einrichtungen. Das Spektrum reicht hierbei von Motoren und Triebwerken über Schneideeinrichtungen und Fotozellen bis hin zu Mikrochips. In seinen Untersuchungen hochkomplexer, für den Techniklaien meist schwer verständlicher Zusammenhänge übersetzt er neue Formen, die der Welt der heutigen Technik entnommen sind, in Farb- und Formenspiele, die das hohe Abstraktionsverhältnis der Technik zum Menschen ins Zentrum stellen. Der Mensch wiederum, dies verdeutlichen Matterns Arbeiten seinem Betrachter, bedient sich dieser Techniken häufig vollkommen ohne Kenntnis ihrer jeweiligen Form- und Funktionslogiken. Der Reflexion über den perfektionistischen Anspruch einer visuell weitgehend geglätteten, makellosen Oberflächen-, Design- und Dingwelt trägt Mattern auch durch die Verwendung von Airbrush-Technik und flächig aufgetragenen Industriefarben Rechnung.

### Arbeitsprozess und Werkgruppen
Auf der Suche nach neuen Formen, die den Formen des Lebens selbst entsprechen, unterwirft Mattern sich strengen Regeln. Seine kreativen Möglichkeiten untersucht er innerhalb eines von ihm selbst vorgegebenen festen ‚Konstruktionsgitters’ auf der Grundlage von formalen Standards und Reglementierungen.
Bei den Analysen, Analysen-Montagen und Kompositionen wird die Differenziertheit der Umsetzung besonders sichtbar. Einfache, abstrakte Formgebilde wie Quadrate, Kreise, Ovale und Rechtecke sowie elementare Prinzipien bildnerischer Gestaltung wie Waagerechte, Senkrechte und Diagonale, hell/dunkel und klein/groß werden in dieser Werkgruppe subtil und seriell variiert.
Recycling ist eine grundlegende, in allen Lebensbereichen vorkommende Strategie des Umgangs mit Altern und Veralten. Über eine reine Wiederverwertung hinaus stellt Altern einen permanenten Wandlungsprozess dar, in dem sich die Industrie stark an den Verwertungskreisläufen der Natur orientiert. In den Recycling-Arbeiten findet Mattern eine Ergänzung für seine kreativen Möglichkeiten auf der Basis einer Formlogik, die den Konstruktionsplänen und Funktionsschemata von Maschinen und technischen Geräten aller Art zugrunde liegt. Zugleich haben die Recycling-Exponate einen selbstreferenziellen, dokumentarischen Charakter.

### Diaphaner Konstruktivismus
Diaphaner Konstruktivismus ist ein von Bazon Brock geprägter Begriff. Er bezeichnet das Durchscheinende der Bildwelten Matterns, in denen Bildwissen und Wissensbilder gleichermaßen impliziert sind und die sich mit Technik im äußeren Erscheinungsbild ebenso auseinandersetzen wie mit innerem Entstehungsgeschehen. Brock war es auch, der Matterns Arbeiten in das Quadrat „Duchamp, Léger, Klapheck, Technik“ setzte. Mattern selbst dokumentiert seinen Bezug zur klassischen Moderne über die Auseinandersetzung mit z. B. Piet Mondrian und Roy Lichtenstein, häufiger auch Kandinsky, Malewitsch, in jüngeren Werken, wie dem Hamburger Kabinett, auch gezielt Picasso, Braque, Gris und Delaunay.

## Ausstellungen (Auswahl)
- 2018: SCHUTZ-RAUM-KUNST, FH Kiel[1]
- 2008: DEUS EX MACHINA, Einzel-Ausst., 20 Jahre Kunstverein Rotenburg/W.
- 2007: KOMPONIERT & KONSTRUIERT, Gruppenschau mit Otto Christian Schade + Hanny Kühne, Galerie am Hafen, Flensburg
- 2005: IKONOGRAFIE DER TECHNIK, Einzel-Ausst., Wenzel Hablik Museum, Itzehoe, Kurator Bazon Brock
- 2003: KUNSTPAUSE, Einzel-Ausst., Roemer- und Pelizaeus-Museum Hildesheim
- 2001: WISSENSBILDER, one man show ART Frankfurt/M. durch Galerie Hohmann, Hamburg
- 2000: FORMEN UND FUNKTIONEN – KONSTRUKTIVES VON MICHAEL MATTERN, Einzel-Ausst. durch das Museumsamt Schleswig-Holstein mit Katalog, Wenzel Hablik Museum Itzehoe, Villa Flath, Bad Segeberg, Schloss Reinbek bei Hamburg
- 1999: KONSTRUIEREN - KONKRETISIEREN – Gruppenschau mit J.Eberhard, R.Oehler und N.Sapone, WELTI modern art, Zürich
- 1999: DIE MACHT DES ALTERS – STRATEGIEN DER MEISTERSCHAFT, Gem.Wander-Ausst. der „Stiftung für Kunst und Kultur e.V., Bonn“; 3. Station: Galerie der Stadt Stuttgart Archiv ab 2005, 2. Station: Kunstmuseum Bonn
- 1998: DIE MACHT DES ALTERS – Eröffnung und 1. Station: Deutsches Historisches Museum, Berlin
- 1997: ANALYSEN + KOMPOSITIONEN, Einzel-Ausst., Galerie Pohlhammer, Steyr/Österreich
- 1997: ART INNOVATION, Einzel-Ausst. zur Eröffnung des Innovationszentrums Itzehoe – IZET
- 1996: KONSTRUKTIVISMUS HEUTE, Einzel-Ausst., Kreismuseum Prinzeßhof Itzehoe, im Rahmen der Ausstellung: Abendlicher Salon mit Bazon Brock.
- 1994: DIAPHANER KONSTRUKTIVISMUS, Einzel-Ausst., Schering Kunstverein Berlin